# Virus des tumeurs de blessure
Espèce
Le virus des tumeurs de blessure (Wound tumor virus - WTV) est un virus affectant les plantes et les invertébrés, rattaché au genre Phytoreovirus et la famille des Reoviridae. On le trouve aux États-Unis.
C'est un virus du type III selon le système de classification Baltimore ; c'est-à-dire qu'il a un génome formé d'ARN à double brin. Ce génome comprend environ 25 000 paires de bases et est structuré en douze fragments. La réplication virale se produit en totalité dans le cytoplasme. Le virus est constitué de 22 % d'ARN en masse, les 78 % restants étant des protéines de structure.
Structurellement, le virus est construit à partir de sept protéines structurelles différentes. La capside, à symétrie icosahédrale, est  non-enveloppée et mesure environ 70 nm de diamètre. Il existe une coque intérieure d'un diamètre d'environ 50 nm.
Plus de 50 espèces de plantes sont des hôtes potentiels pour le virus des tumeurs de blessure. Il a été signalé pour la première chez Melilotus officinalis. Le virus provoque la formation de tumeurs sur la tige et les racines de la plante  - les plus graves étant celles des racines
Ce virus se transmet par l'intermédiaire d'insectes vecteurs de la famille des Cicadellidae, notamment Agallia constricta. Comme la réplication virale se produit de manière relativement indépendante des processus cellulaires, le virus se réplique également dans l'organisme de l'insecte vecteur.

## Synonymes
- Clover wound tumor virus,
- clover big vein virus,
- Aureogenus magnivena,
- Trifoliumvirus nervicrassans[1].

## Liste des non-classés
Selon NCBI (9 juin 2014) :
- non-classé Wound tumor virus (strain NJ)